# Monotoma centralis
Monotoma centralis es una especie de coleóptero de la familia Monotomidae.

## Distribución geográfica
Habita en Argentina, Guatemala y México.